# Gmina Pale
Gmina Pale (serb. Општина Пале / Opština Pale) – gmina w Bośni i Hercegowinie, w Republice Serbskiej, w mieście Sarajewo Wschodnie. W 2013 roku liczyła 20 359 mieszkańców.